# The Legend of Korra (truyện tranh)
The Legend of Korra là một bộ truyện tranh tiếp nối loạt phim hoạt hình Mỹ The Legend of Korra do Michael Dante DiMartino và Bryan Konietzko sáng tạo. Truyện do Dark Horse Comics phát hành, là phần tiếp nối chính thức các sự kiện trong loạt phim gốc.

## Tổng quan
Dòng truyện tranh bắt đầu xuất bản từ năm 2017, tiếp nối trực tiếp câu chuyện sau tập cuối của phần thứ tư trong loạt phim. Nội dung tập trung vào mối quan hệ giữa Korra và Asami Sato, quá trình xây dựng lại Thành phố Cộng Hòa sau chiến tranh, và các thách thức mới về chính trị, xã hội và tâm linh.

## Các bộ truyện chính

### Turf Wars
- Viết bởi: Michael Dante DiMartino
- Minh họa: Irene Koh
- Phát hành: 2017–2018

Bộ ba tập truyện này mở đầu bằng chuyến du hành của Korra và Asami đến Linh giới sau khi chính thức trở thành một cặp đôi. Trở lại Thành phố Cộng Hòa, họ phải đối mặt với một doanh nhân tham lam tìm cách kiểm soát khu đất linh thiêng và các vấn đề liên quan đến người tị nạn từ Thổ quốc. Câu chuyện cũng giải quyết căng thẳng chính trị và định kiến xã hội đối với mối quan hệ đồng giới.

### Ruins of the Empire
- Viết bởi: Michael Dante DiMartino
- Minh họa: Michelle Wong
- Phát hành: 2019–2020

Bộ truyện này tập trung vào nỗ lực ổn định Thổ quốc sau sự sụp đổ của Kuvira. Korra, Asami, Mako, Bolin và Toph Beifong phải đối mặt với các tàn dư của chế độ độc tài trước đó và giúp tổ chức cuộc bầu cử dân chủ đầu tiên của quốc gia này.

## Tác động
Truyện tranh The Legend of Korra được đón nhận tích cực bởi người hâm mộ và giới phê bình, đặc biệt vì cách khai thác sâu sắc mối quan hệ đồng giới giữa hai nhân vật chính. Dòng truyện cũng được đánh giá cao vì duy trì chất lượng nội dung và hình ảnh tương đương với loạt phim gốc.